# Havelgletscher
Der Havelgletscher ist ein Gletscher im ostantarktischen Viktorialand. In der Eisenhower Range fließt er südöstlich des Mount New Zealand und nordwestlich des Mount Meister in nordöstlicher Richtung zum Priestley-Gletscher.
Wissenschaftler der deutschen Expedition GANOVEX IV (1984–1985) benannten ihn. Namensgeberin ist die Havel, ein Fluss in Deutschland.